# Soses
Soses es un municipio español de la comarca del Segriá, en la provincia de Lérida, Cataluña. Tiene una superficie de 30,3 km² y está situado en el límite occidental de la comarca. 

## Geografía
Integrado en la comarca del Segriá, se sitúa a 16 kilómetros de la capital provincial. El término municipal está atravesado por la autovía del Nordeste A-2 entre los pK 444 y 448, además de por la autopista de peaje AP-2 y la carretera provincial LP-7041, que permite la comunicación con Aitona. 
El relieve del municipio cuenta con dos formas diferenciadas. Por el este se extiende la zona aluvial fértil del río Segre y la llanura del Segriá, regada por la acequia de Remolinos. Por el oeste se extiende la zona de plataformas seccionadas en planos y colinas que separan las cuencas del Segre y del Cinca (Sierra Pedegrosa), regadas por acequias y numerosos pantanos particulares. La altitud del territorio oscila entre los 229 metros al noroeste y los 102 metros a orillas del río Segre. El pueblo se alza a 119 metros sobre el nivel del mar, en la llanura cercana al río. 
| Noroeste: Fraga (Huesca) | Norte: Torres de Segre        | Noreste: Alcarrás (exclave) |
| Oeste: Fraga (Huesca)    |                               | Este: Torres de Segre       |
| Suroeste: Aitona         | Sur: Aitona y Torres de Segre | Sureste: Torres de Segre    |

## Historia
La población es de origen islámico y, según Pita Merced, las ruinas y los restos de muralla que dominan el casco antiguo de Soses corresponden a la antigua fortaleza árabe. El 1120a, Soses y su castillo fueron uno de los lugares que Avifelel otorgó a Ramón Berenguer III en virtud de los pactos que hicieron. Cuando Ermengol VI de Urgell atravesó la Noguera Ribagorçana para la conquista del Segriá (1145), antes del asedio de Lérida por Ramon Berenguer IV (1145), Soses cayó en su poder y por eso Ermengol VII dio en 1175 a dos repobladores del lugar, Pedro y B. de Soses, unas casas de la parroquia de San Lorenzo de Lérida. El sitio aparece con el nombre de Sosa en el Ordinatio del obispo Guillem Pere (1168), con habitantes sarracenos y cristianos, formando parte, con Montagut, de la pavordía de Alcarràs. Dentro del mismo siglo XII algunos señores de la conquista y ciudadanos de Lérida tenían al término de Soses honores y propiedades, como Galceran de Pinós (que en 1184 tenía dos suertes de tierras "in termi castri de Soses", borde Remolinos, que cedió a Santes Creus).
En 1223 Jaime I confirmó a su hermanastra Constanza (entre otros) la posesión de los castillos de Aitona, Seròs y Soses, que esta aportó a la poderosa casa de Moncada (era esposa de Guillem Ramon de Moncada, senescal, fundador de la rama de los Montcada señores de Aitona). El varón Ot (III) de Moncada (muerte hacia el 1426) cedió censales sobre Soses a Clemente de Santmartí, albacea suyo y ciudadano de Lérida, pero ya antes, en el censo de 1358, consta que Soses, dentro de la veguería de Lérida, es de Ramon de Santmartí (en el censo del 1365, también es de Ramon de Santmartí), y hacia el 1380 (según Bofarull) era de Francisco de Santmartí, padre de Clemente. Ahora bien, en 1386 la jurisdicción real fue vendida al capítulo de Lérida para 1500 florines, y en 1388 consta una transacción de un censal de 1000 sueldos sobre Soses, haga eclesiástico, en la mesa de la paeria de Lérida.
Los Santmartí, sin embargo, conservaron derechos sobre Soses hasta en 1414.
La población se benefició bien los riegos derivados de la acequia de Pinyana, dado que Lérida extendió (1213) su caudal hasta Remolinos y Soses (hay un acuerdo de 1344 del consejo general de la paeria de no dar agua en Alcarrás, Vilanova de Remolinos o Soses si no pagaban un censal de 700 sueldos jaquesos).
Los regantes de Soses pagaban en 1418 a la prohombres de Segriá 100 libras anuales por sus derechos y hubo problemas más adelante. En 1429 todavía hay constancia de moriscos (jarcia) y judíos a Remolinos y en Soses.
En la guerra contra Juan II, Mateu de Montcada apoderó de Soses, haga los canónigos, y de Gebut (de la Decana), hecho que motivó su excomunión por parte de los canónigos y que el patronato de la capilla de San Pedro de la sede de Lérida pasara a su padre, Lorenzo de Moncada, del bando de la Generalidad.
En 1471 el lugar volvió a la canonjía por convenio con el mismo Mateu de Moncada, el cual creó en Soses el beneficio de Santa María (el decano recuperó el dominio sobre Gebut Carratalà). Desde entonces la universidad de Soses no dejó nunca de pagar los derechos a la Comunidad de Regantes de la prohombres de Segriá y desde el 1794 formó parte de la Junta del Cequiaje. Continuó en manos del capítulo de Lérida y contribuyó a las obras y las mejoras de la sede, a los gastos de guerra en los conflictos bélicos y armar el somatén contra el bandolerismo.

## Geografía humana

### Demografía
Cuenta con una población de 1881 habitantes (INE 2024).
| Gráfica de evolución demográfica de Soses entre 1842 y 2021                                                           |
| |
| Población de derecho según los censos de población del INE. Población de hecho según los censos de población del INE. |

| Nacionalidad | Hombres | Mujeres | Total | %     | Proporción |
| ------------ | ------- | ------- | ----- | ----- | ---------- |
| Española     | 650     | 640     | 1290  | 72.3% |            |
| Extranjera   | 303     | 191     | 494   | 27.6% |            |

## Transportes
Se encuentra a 2 km del cruce de la carretera LP-7041 y de la N-II.
Hay dos maneras de acceder: desde la autopista A-2 por la salida de Soses-Alcarrás y conduciendo desde Lérida por la N-II y desviándose hacia el sur por la carretera local LP - 7041.
Hace parada la línea nocturna de autobús NL1 Lérida - La Granja de Escarpe.

## Economía
Agricultura de regadío. Ganadería bovina, ovina y porcina.

## Símbolos
El escudo de Soses se define por el siguiente blasón:
«Escudo losanjado: de sinople, un sol de oro. Por timbre una corona mural de pueblo.»
Fue aprobado el 26 de marzo de 1997. El sol es el señal tradicional del escudo del pueblo, y en cierta manera es un elemento parlante referido al nombre de la población.